# Xanionotum nechystrix
Xanionotum nechystrix är en tvåvingeart som beskrevs av Ronald Henry Lambert Disney 2007. Xanionotum nechystrix ingår i släktet Xanionotum och familjen puckelflugor.
Artens utbredningsområde är Kansas. Inga underarter finns listade i Catalogue of Life.